# Gabriele von Ende
Gabriele von Ende (née le 21 octobre 1944 à Bad Wiessee) est une peintre allemande.

## Biographie
Grâce à son beau-père, Gabriele von Ende découvre la peinture à l'huile pendant l'adolescence. Elle suit une formation à l'Académie libre de Munich, en Italie puis à l'académie des beaux-arts de Munich auprès de Peter Casagrande.
Elle vit et travaille à Haar.

## Œuvre
En tant que peintre abstraite, informelle, expérimentale, Gabriele von Ende étonne par son procédé. Elle travaille en utilisant les quatre côtés de la toile pour avoir un meilleur équilibre de sorte qu'elle peut être accrochée dans n'importe quel sens. Elle évite ainsi de signer dessus pour ne pas donner un sens.

## Source de la traduction
- (de) Cet article est partiellement ou en totalité issu de l’article de Wikipédia en allemand intitulé « Gabriele von Ende » (voir la liste des auteurs).